# Quercus vacciniifolia
Quercus vacciniifolia (var. ort. Q. vaccinifolia), el Roure Huckleberry, és una espècie de roure. És un membre de la secció Protobalanus, del gènere Quercus. És perennifoli, estils curts, glans molt amargants que maduren en 18 mesos, i a l'interior de la closca de la gla és peluda.

## Distribució
Quercus vacciniifolia és un roure natiu de l'oest dels Estats Units, on es pot trobar a Sierra Nevada de Califòrnia, on la seva distribució s'estén només a Nevada, i les Muntanyes Klamath i el sud de Cascade Range, tant al nord com al sud d'Oregon. Creix en boscos d'alta muntanya. També domina les seccions de muntanya garriga.

## Usos
Moltes espècies animals utilitzen aquest arbust per alimentar-s'hi, incloent-hi el cérvol mul, que mengen les fulles, i moltes aus i mamífers, incloent-hi l'ós negre americà, que es mengen les glans.
S'utilitza en la en la restauració, revegetació i en jardí i paisatgisme. És bo per a la prevenció de l'erosió, com en els vessants per sobre de Lake Tahoe per frenar l'erosió que contamina el llac.